# IC 1248
IC 1248 је спирална галаксија у сазвјежђу Змај која се налази на листи објеката дубоког неба у Индекс каталогу.
Деклинација објекта је + 59° 59' 42" а ректасцензија 17h 11m 39,9s. Привидна величина (магнитуда) објекта IC 1248 износи 13,7 а фотографска магнитуда 14,4. IC 1248 је још познат и под ознакама UGC 10756, MCG 10-24-106, CGCG 299-59, IRAS 17110+6002, PGC 59791.